# Due candidati per una poltrona
Due candidati per una poltrona (Welcome to Mooseport) è un film del 2004 diretto da Donald Petrie
È l'ultimo film interpretato da Gene Hackman prima della sua morte avvenuta nel 2025.

## Trama
L'ex presidente degli Stati Uniti d'America, Monroe Cole, si ritira a Mooseport, il piccolo e tranquillo paese del Maine dove era solito trascorrere le vacanze. Al presidente viene proposto di candidarsi come sindaco, si ritrova così a contendersi la poltrona del municipio con l'idraulico del paese Harold "Handy" Harrison non solo per il titolo di primo cittadino ma anche per la donna di Handy a cui il presidente è interessato.